# Goudriaanstraat
De Goudriaanstraat is een straat in Amsterdam-Oost, Van der Kunbuurt.
De straat kreeg haar naam op 26 juli 1939 per raadsbesluit; ze werd daarbij vernoemd naar de ingenieur Bernardus Hermanus Goudriaan van Rijkswaterstaat, collega van Leopold Johannes Adriaan van der Kun naar wie de buurt en Van der Kunstraat is genoemd. Anders dan de Van der Kunstraat is de Goudriaanstraat geen doorlopende straat. Ze bestond oorspronkelijk uit bebouwing aan drie zijstraten van de Van der Kunstraat. Alle drie de straatjes eindigen op het talud behorende bij het Amstelstation. De drie gebouwen bestonden uit portiekwoningen naar ontwerp van Cornelis Keesman bestaande uit vier bouwlagen. Alle portiekwoningen, vallend in de categorie sociale woningbouw, keken aan de achterzijde uit op groenstroken aan de zuidzijde van de gebouwen. De wijk was naar inzicht van de jaren vijftig ruim opgezet met relatief veel groen.
Die sociale woningbouw blijkt rond 2000 een twistpunt tussen de woningbouwvereniging en projectontwikkelaars die wilden slopen en buurtbewoners die de relatief goedkope woningen wilden behouden. Overigens gold dit euvel voor de hele buurt, zie toekomst van der Kunbuurt.
De straat is voor snelverkeer niet rechtstreeks aangesloten op het hoofdverkeersnet van de stad. De enige in- en uitgang bevindt zich aan de Van der Kunstraat naar de Weesperzijde. Voor voetgangers en fietsers is er een doorgang naar de ventweg van de Mr. Treublaan.
De buurt is in wezen doodlopend; openbaar vervoer is er niet te vinden. Sinds de komst van een achteruitgang van Station Amsterdam Amstel in 1979 is het wel op loopafstand aanwezig. Ook kunst in de openbare ruimte is hier niet te vinden. In de (voor)zomer van 2025 gingen alle woningen aan de Goudriaanstraat tegen de grond; er bleef niets staan. 

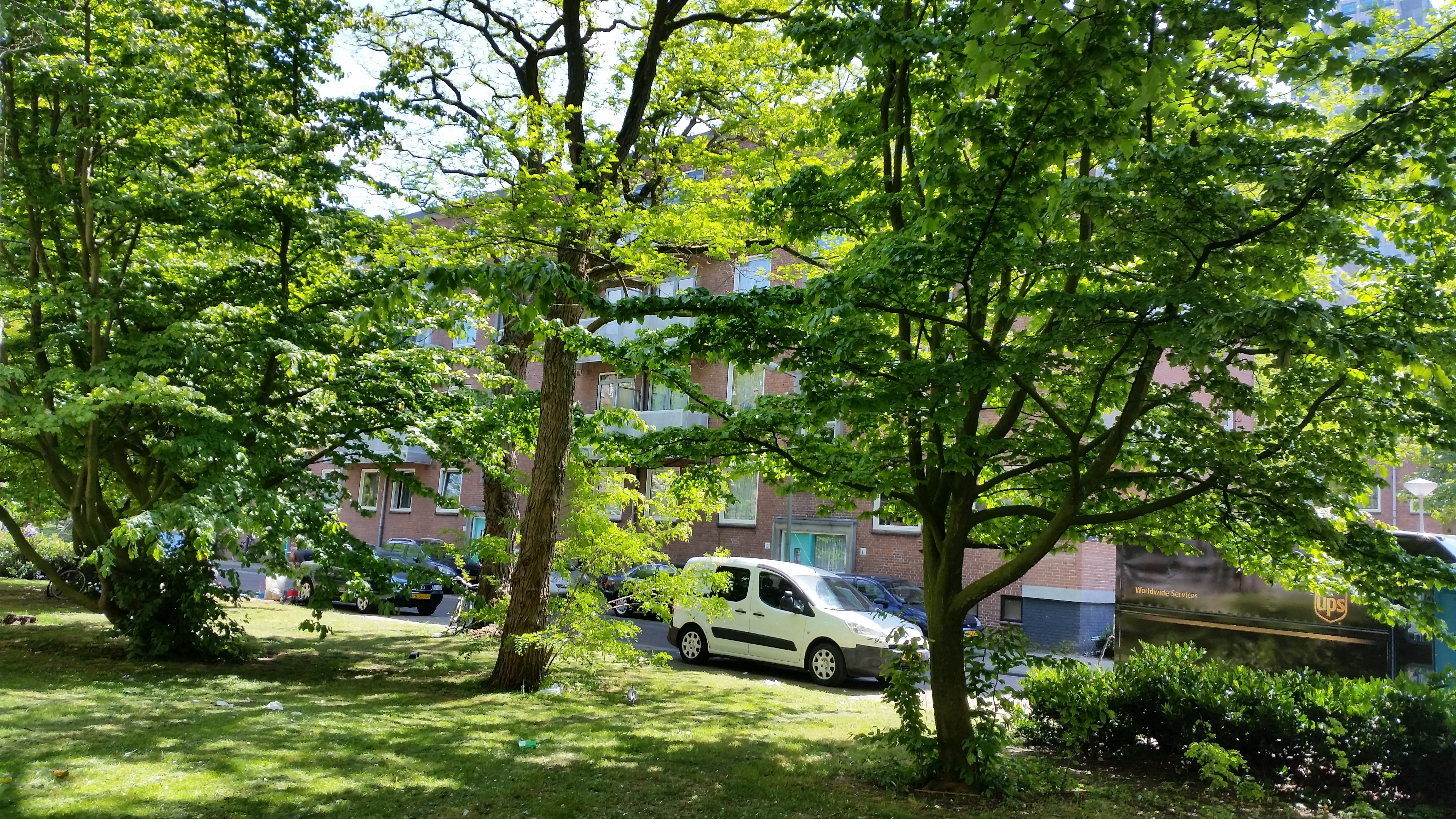
Goudriaanstraat 1-9 tussen het groen (mei 2020)

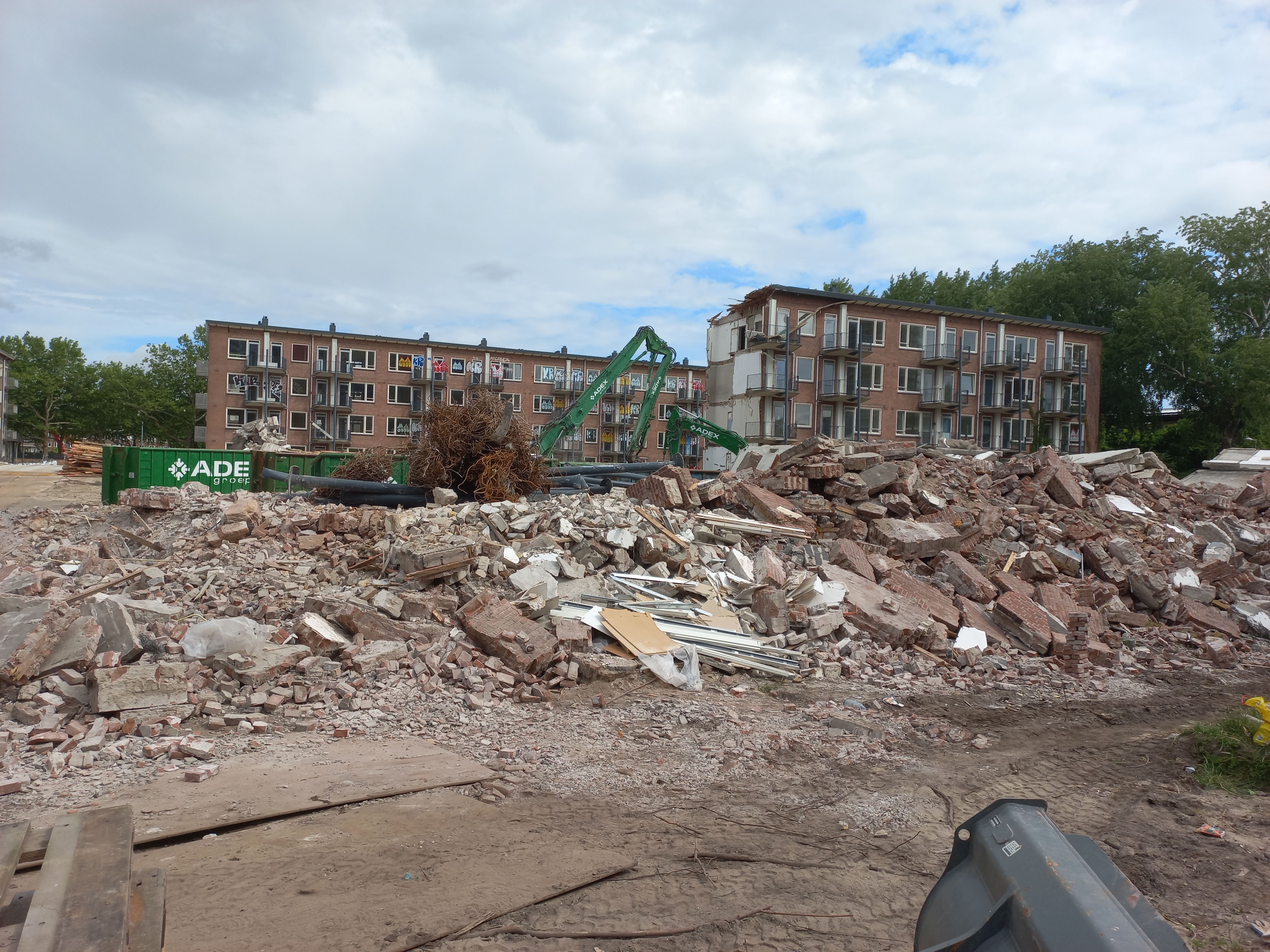
Sloop Goudriaanstraat (van het zuiden gezien, juni 2025)